# Vujinovača
Vujinovača (cyr. Вујиновача) – wieś w Serbii, w okręgu kolubarskim, w mieście Valjevo. W 2011 roku liczyła 195 mieszkańców.